# 10,5 cm Leichtgeschütz 42
El 10,5 cm Leichtgeschütz 42, usualmente llamado LG 42, era un cañón sin retroceso alemán producido por Rheinmetall y empleado durante la Segunda Guerra Mundial.  

## Historia
La historia del desarrollo del LG 42 no está del todo clara, pero el éxito del 7,5 cm Leichtgeschütz 40 durante la batalla de Creta en 1941 impulsó el desarrollo de cañones sin retroceso de calibres más grandes. El 10,5 cm LG 40 de Krupp fue el primero en entrar en servicio, pero parece que el LG 42 de Rheinmetall se fabricó en mayores cantidades.   

## Diseño
El LG 42 era básicamente una versión de mayor tamaño y mejorada del 7,5 cm LG 40. Incorporaba entalles de rotación en la tobera de escape para contrarrestar las fuerzas de rotación generadas por el proyectil cuando recorría el ánima. También empleaba el mecanismo de disparo mejorado, que se desarrolló para solucionar los problemas encontrados en el cañón de 75 mm. Al igual que todos los cañones sin retroceso alemanes de 105 mm, podía disparar los obuses del 10.5 cm leFH 18. El afuste de la variante LG 42-1 fue construido con piezas de aleaciones ligeras, pero el afuste de la variante LG 42-2 estaba hecho de acero porque las aleaciones ligeras escaseaban hacia el final de la guerra. Ambas variantes podían desmontarse en cuatro partes para ser lanzadas en paracaídas.

## Historial de combate
Ambos cañones sin retroceso de 105 mm, al contrario del de 75 mm, equiparon a baterías y batallones de artillería. Entre estaban las baterías 423-426, 429, 433 y 443, la mayoría de ellas siendo incorparadas más tarde en los batallones de cañones ligeros (Leichtgeschütze-Abt.) 423 y 424. Estas unidades sirvieron tanto en el Ártico bajo el mando del 20° Ejército de Montaña, como en el centro de Rusia bajo del mando del Grupo de Ejércitos Centro (Heeresgruppe Mitte).